# Opičji kruhovec
Opičji kruhovec ali baobab (znanstveno ime Adansonia digitata) je najbolj razširjena drevesna vrsta iz rodu Adansonia in izvira iz afriške celine. Dolgoživi pachycaul (rastline z nesorazmerno debelim deblom glede na svojo višino in malo vejami) običajno raste v suhih, vročih savanah podsaharske Afrike, kjer prevladujejo nad pokrajino in od daleč razkriva prisotnost vodotoka. Njihova stopnja rasti je določena s podtalnico ali padavinami, in zdi se, da je njihova najvišja starost, ki je predmet številnih domnev, po vrstah do 1500 let. Tradicionalno so bili cenjeni kot viri hrane, vode, zdravil ali zavetja in so prežeti z legendami in vraževerjem. Stari evropski raziskovalci so bili nagnjeni k temu, da so svoja imena vrezali na baobabe, mnogi pa so uničeni s sodobnimi grafiti.

## Poimenovanja
Znanstveno ime Adansonia se nanaša na francoskega raziskovalca in botanika Michela Adansona (1727–1806), ki je opazoval primerek leta 1749 na otoku Sor v Senegalu. Na bližnjem otoku Îles des Madeleines je Adanson  našel še en baobab s premerom 3,8 metra, ki je imel na deblu rezbarije mimoidočih mornarjev, vključno s tistimi Henrika Pomorščaka leta 1444 in Andréja Theveta leta 1555. Ko je Théodore Monod v 20. stoletju preiskal otok, tega drevesa ni bilo mogoče najti. Adanson je zaključil, da je baobab od vseh dreves, ki jih je preučeval, »verjetno najbolj uporabno drevo od vseh«. V Afriki je užival baobabov sok dvakrat na dan in bil prepričan, da ohranja njegovo zdravje. Digitata se nanaša na prste roke, saj ima baobab sestavljene liste s petimi (vendar do sedmimi) lističi, ki so podobni roki.
Splošna imena za baobab vključujejo opičji kruhovec (mehko, suho sadje je užitno) ali na glavo obrnjeno drevo (redke veje spominjajo na korenine).

## Habitat in opis
Drevesa običajno rastejo kot samotni posamezniki in so veliki in značilni elementi vegetacije savane ali makije. Nekateri veliki posamezniki živijo tudi več kot tisoč let. Vsa drevesa baobaba so listopadna, v sušnem obdobju izgubijo liste in ostanejo brez listov osem mesecev v letu.
Zrastejo lahko med 5–25 m v višino. Pravzaprav so znani tako po svoji višini kot po obsegu debla. Deblo je običajno v obliki steklenice in lahko doseže premer 10–14 m. Razpon korenin dejansko presega višino drevesa, kar mu omogoča preživetje v suhem podnebju. Mnogi menijo, da je drevo "obrnjeno na glavo" zaradi podobnosti debla s korenino, veje pa sorodne finejšim kapilarnim koreninam. Deblo je gladko in sijoče in je lahko od rdečkasto rjave do sive. Lubje je lahko podobno pluti. Veje so debele in široke ter zelo debele v primerjavi s deblom.
V zgodnjem poletju (od septembra do novembra na južni polobli) drevo rodi zelo velike, težke, bele cvetove. Ti so premera 12 cm in se odprejo pozno popoldne in ostanejo odprti eno noč. Viseči, vpadljivi cvetovi imajo zelo veliko prašnikov; v primeru enega gojenega primerka v Honoluluju na Havajih do 2267 prašnikov v enem cvetu. Imajo sladek vonj, vendar kasneje oddajajo vonj po mrhovini, še posebej, ko porjavijo in po 24 urah odpadejo. Raziskovalci so pokazali, da se zdi, da jih oprašujejo predvsem sadni netopirji iz poddružine Pteropodinae. Cvetovi imajo 5 cvetnih listov, ki so na notranji strani usnjati in dlakavi. Listi so skodeličasti in imajo 5 razcepov. Prašniki so razdeljeni na več prašnikov, pelod pa ima 7-10 žarkov. Cvetni prah je okrogel s konicami po vsej površini, značilni za družino malvak. Velikost je približno 100 mikronov.
Sadež je velika jajčasta kapsula, napolnjen s kašo, ki se posuši, strdi in razpade na koščke, ki so videti kot koščki suhega kruha v prahu. Semena so trda, črna in ledvičasta.

## Razširjenost
Raste v celinski Afriki. Drevo je bilo uvedeno tudi v druge regije, kot sta Avstralija in Azija. Severna meja njegove razširjenosti v Afriki je povezana z vzorci padavin; samo na atlantski obali in v sudanski savani se njegov pojav naravno preusmeri v Sahel. Na atlantski obali je to lahko posledica širjenja po gojenju. Njegovo pojavljanje je v Srednji Afriki zelo omejeno, najdemo pa ga le na samem severu Južne Afrike. V vzhodni Afriki drevesa rastejo tudi v grmovju in na obali. V Angoli in Namibiji baobabi poleg savan rastejo v gozdovih in v obalnih regijah in v Penangu v Maleziji po določenih ulicah.
Baobab je doma v večini Afrike, zlasti v bolj suhem, manj tropskem podnebju. Ne najdemo ga na območjih, kjer je pesek globok. Občutljiv je na zadrževanje vode in zmrzal. Natančneje: Mavretanija, Senegal, Gvineja, Sierra Leone, Mali, Burkina Faso, Gana, Togo, Benin, Niger, Nigerija, severni Kamerun, Čad, Sudan, republika Kongo, DR Kongo (prej Zair), Eritreja, Etiopija, južna Somalija , Kenija, Tanzanija, Zambija, Zimbabve, Malavi, Mozambik, Angola, Sao Tomé in Principe, Annobon, Južna Afrika (v provinci Limpopo, severno od gorovja Soutpansberg), Namibija, Bocvana; vnesen pa: Java, Nepal, Šrilanka, Filipini, Jamajka, Portoriko, Haiti, Dominikanska republika, Venezuela, Sejšeli, Madagaskar, Komori, Indija, jugozahodni Jemen, Oman (Dhofar), Guangdong, Fujian, Yunnan.

## Dolgoživost
Drevesa Adansonia proizvajajo rahle rastne obroče, verjetno letno, vendar niso zanesljivi za starajoče se osebke, ker jih je težko prešteti in lahko zbledijo, ko se les stara. Radiokarbonsko datiranje je zagotovilo podatke o nekaj posameznikih A. digitata. Baobab Panke v Zimbabveju je bil star približno 2450 let, ko je propadel leta 2011, zaradi česar je najstarejša kritosemenka doslej dokumentirana, dve drugi drevesi – Dorslandboom v Namibiji in Glencoe v Južni Afriki – pa sta bili ocenjeni na približno 2000 let. Drugi primerek, znan kot Grootboom, je bil datiran po tem, ko je propadel in ugotovljeno je bilo, da je bil star vsaj 1275 let. Zdi se, da so toplogredni plini, podnebne spremembe in globalno segrevanje dejavniki, ki zmanjšujejo dolgoživost baobaba.

## Hrana
Baobab je tradicionalna živilska rastlina v Afriki, drugod pa je malo znan. Predvideva se, da bi sadje lahko izboljšalo prehrano, povečalo varnost preskrbe s hrano, pospeševalo razvoj podeželja in podpiralo trajnostno oskrbo zemljišč.

### Sadež
Plod afriškega baobaba je običajno dolg 15–20 cm, vendar je lahko velik tudi do 25 centimetrov. V Sudanu – kjer se drevo imenuje tebeldi تبلدي – ljudje izdelujejo sok tabaldi tako, da namočijo in raztopijo suho kašo sadja v vodi, lokalno znano kot gunguleiz.

### Listi in semena
Liste baobaba lahko jeste kot prigrizek. Mlade sveže liste skuhamo v omaki, včasih pa jih posušimo in zmeljemo v prah. Prašek se v Maliju imenuje lalo in se prodaja na številnih vaških tržnicah v Zahodni Afriki. Listi se uporabljajo za pripravo juhe, imenovane miyan kuka v severni Nigeriji in so bogati s fitokemikalijami in minerali. Olje, pridobljeno s pretlačenjem semen, se lahko uporablja za kuhanje, vendar to ni razširjeno.
Listi baobaba se včasih uporabljajo kot krma za prežvekovalce v sušnem obdobju. Oljna moka, ki je stranski produkt pridobivanja olja, se lahko uporablja tudi kot krma za živali. V času suše sloni zaužijejo sočen les pod lubjem baobaba.

### Za izvoz
Leta 2008 je Evropska unija odobrila uporabo in uživanje plodov baobaba. Običajno se uporablja kot sestavina smutijev in žitnih ploščic. Leta 2009 je ameriška uprava za hrano in zdravila (US FDA) podelila status splošno priznanega varnega (GRAS) kaši suhega sadja baobaba kot živilska sestavina.

## Legende in miti
Vzdolž reke Zambezi plemena verjamejo, da so bili baobabi pokončni in preveč ponosni. Bogovi so se razjezili in jih izruvali in vrgli na glavo nazaj v zemljo. Zli duhovi zdaj povzročajo nesrečo vsem, ki naberejo sladke bele rože. Natančneje, lev jih bo ubil. V narodnem parku Kafue je eden največjih baobabov znan kot "Kondanamwali" ali "drevo, ki pojé dekleta". Drevo se je zaljubilo v štiri lepe deklice. Ko so dosegle puberteto, so drevo naredile ljubosumnega z iskanjem moža. Tako je neke noči med nevihto drevo odprlo deblo in vzelo dekleta noter. V vejah drevesa je zgrajena počitniška hiša. V nevihtnih nočeh se še vedno sliši jok zaprtih deklet. Nekateri verjamejo, da bodo ženske, ki živijo v kraalih, kjer je veliko baobabov, imele več otrok. To je znanstveno verjetno, saj bodo te ženske imele boljši dostop do listov in plodov drevesa, bogatih z vitamini, kot dopolnitev prehrane s pomanjkanjem vitaminov.

## V popularni kulturi
Drevo igra tudi vlogo v izmišljeni otroški knjigi Antoinea De Saint-Exupéryja Mali princ. Baobabi so v zgodbi opisani kot nevarne rastline, ki jih je treba izločiti od dobrih rastlin, da ne premagajo majhen planet in ga celo razbijejo na koščke.

## Grožnje in zaščita
Od aprila 2015 baobabi še niso razvrščeni po merilih Rdečega seznama IUCN, vendar so del »Kataloga življenja«. Baobab je zaščiteno drevo v Južni Afriki, pa ga kljub temu ogrožajo nevarnosti, različne rudarske in razvojne dejavnosti. V Sahelu so bili kot razlogi za zaskrbljenost navedeni učinki suše, dezertifikacije in prekomerne uporabe sadja.

## Izjemni primerki
Številna posamezna drevesa baobaba privabljajo obiskovalce zaradi svoje starosti, velikosti, posebne zgodovine ali izoliranega pojava.
V okolici Gwete v Bocvani so nekateri razglašeni za nacionalne spomenike. 
Green's Baobab, 27 km južno od Gwete, so poleg drugih neusmiljenih likov vpisali lovci in trgovci Frederick Thomas Green in Hendrik Matthys van Zyl iz 19. stoletja. Fred in Charles Green sta med odpravo na jezero Ngami šla mimo baobaba in pustila napis "Green's Expedition 1858–1859".
Približno 11 km južno od Green's Baobaba je odcep za Chapmanov Baobab, znan tudi kot Seven Sisters ali Xaugam, to je "levji rep" v Tsoi. Nekoč je bilo ogromno drevo z več stebli, ki so ga mimoidoči raziskovalci, trgovci in popotniki uporabljali kot navigacijski svetilnik. Vodilo jih je, ko so krmarili po obsežni solini proti severu, medtem ko je votlina v deblu služila kot nabiralnik. Raziskovalec in lovec James Chapman je pustil gravuro na veliki korenini, ko je leta 1861 mimo drevesa z umetnikom Thomasom Bainesom, vendar so tukaj taborili tudi Livingstone, Oswell, Moffat in Selous. Livingstone je domnevno vklesal križ in njegove začetnice ter svoje bivanje iz leta 1853 predstavil v Missionary Travels, pri čemer je zapisal: »približno dve milji onstran [ogromne soline Ntwetwe] smo se razvezali pod lepim primerkom baobaba, ... Sestavljen je iz 6 vej, združenih v eno deblo.« Imel je obseg 25 m, preden so se njegova sestavljena debla 7. januarja 2016 zrušila navzven. Vendar pa ni potrjeno, da so vsa njegova debla mrtva, eden je leta 2019 kazal znake življenja.
Sedem dreves, znanih kot Sleeping Sisters ali Baines' Baobab, raste na majhnem otočku v Kudiakam kotanji v Bocvani. Poimenovani so po Thomasu Bainesu, ki jih je naslikal maja 1862, ko so bili na poti do Viktorijinih slapov. Na padlem velikanu Bainesovega časa še vedno poganja listje (od leta 2004), prisotna je mlajša generacija dreves. Otoček je dostopen pozimi, ko je kotanja suha.
Baobab Ombalantu v Namibiji ima votlo deblo, ki lahko sprejme približno 35 ljudi. Včasih je služil kot kapela, pošta, hiša in skrivališče.
Arbre de Brazza je baobab v Republiki Kongo, pod katerim so se de Brazza in njegovi tovariši Dolisie, Chavannes in Ballay leta 1877 ustavili, kot še vedno priča njihova gravura "EB 1887". Drugo gravuro, "Mâ Prince", je v mladosti pustil predsednik Nguesso.
V Saakpuliju (tudi Sakpele) v severni Gani je mesto tranzitnega taborišča sužnjev iz 19. stoletja označeno z velikimi baobabi, na katere so bili priklenjeni sužnji. Verige so bile ovite okoli njihovih debel ali okoli korenin. Podobno sta dve drevesi v Salagi v osrednji Gani opomniki na trgovino s sužnji. Eno, ki je na nekdanjem trgu sužnjev v središču mesta, so ponovno zasadili na mestu originala, na katerega so bili sužnji okovani. Drugo večje drevo označuje pokopališče sužnjev, kamor so odlagali trupla mrtvih sužnjev.
Znotraj trdnjave Golkonda v Hyderabadu v Indiji je drevo baobaba, ki je ocenjeno na 430 let. To je največji baobab zunaj Afrike.
Gouye Ndiouly ali Guy Njulli (Wolof za "baobab obrezovanja") je morda najstarejši baobab v Senegalu in na severni polobli. Delno podrto drevo, iz katerega so nastala nova stebla, je blizu brega reke Saloum v Kahoneju. Prej je bil prizorišče letnega festivala gàmmu, med katerim so kraljevi deželni vladarji obljubili svojo zvestobo kralju. Od leta 1593 do 1939 je bilo pri tem drevesu vpeljanih 49 kraljev iz dinastije Guélewars. Bil je poleg kraja, kjer je Buur Saloum organiziral obrezovanje in leta 1862 je postal prizorišče bitke.
Baobab Grove Place, ki je naveden kot drevo prvakov, naj bi bil najstarejši (250–300 let) od približno 100 baobabov na Saint Croixu na Ameriških Deviških otokih. Šteje se kot živ dokaz stoletne afriške prisotnosti, saj je semena verjetno vnesel afriški suženj, ki je prispel na nekdanje posestvo v 18. stoletju. Glede na bronasto spominsko ploščo je bilo dvanajst žensk zbranih med delovnimi nemiri Fireburn leta 1878 in žive zažgane pod drevesom. Od takrat je bil zbirališče delavcev na plantažah in sindikatov.
Nekateri veliki primerki so bili presajeni na nova mesta, kot je bil tisti v lodžu Cresta Mowana v Kasanu.
- Baobab na pokopališču sužnjev, Salaga. Bela kaliko tkanina kaže na njen duhovni pomen..
- Polno olistan v Bagamoyu v Tanzaniji
- Brez listov v narodnem parku Tarangire v Tanzaniji